# Callisto (mitologie)
În mitologia greacă, Callisto (în greaca veche Καλλιστώ, transliterat Kallistố, din greaca veche καλλίστη, transliterat kallístê, „cea mai frumoasă”) era o nimfă de o foarte mare frumusețe. Ascendența sa nu este sigură, însă unele versiuni spun că ar fi fost fiica lui Lycaon, rege al Arcadiei.

## Mitul[6]
Callisto era una dintre însoțitoarele zeiței Artemis, care îi ceruse să facă jurământ de castitate. Zeus, stăpânul zeilor și tatăl lui Artemis, s-a îndrăgostit de ea și, cum îi reușeau deseori cuceririle feminine, a inventat un vicleșug pentru a o seduce. Într-o zi în care tânăra nimfă era întinsă sub un arbore, Zeus s-a apropiat de ea fiind deghizat în Artemis sau în Apollo. Callisto, nesuspectând nimic, s-a trezit însărcinată. A căutat să-și ascundă starea în fața lui Artemis, care n-ar suporta, din partea uneia din însoțitoarele sale, această infracțiune la regulile castității. Dar într-o zi, când Callisto se scălda în râu, zeița a surprins-o și a descoperit adevărul.
Artemis s-a înfuriat violent și a amenințat-o cu săgețile sale de temut, insensibilă la ideea că Zeus ar fi putut fi principalul vinovat. Apoi Hera, soția lui Zeus, a transformat-o în ursoaică, condamnând-o să se ascundă în munte. Mai târziu, Artemis, în timpul uneia din lungile sale incursiuni, a zărit ursoaica și i-a slobozit o săgeată. Callisto a murit, iar Hermes, trimis de Zeus, i-a adăpostit copilul, pe care-l chema Arcas și care, după moarte, a devenit constelația Ursa Mică. Zeus, tulburat de soarta nimfei, a transformat-o în constelația Ursa Mare.